# 로마서 1장
로마서 1장(Romans 1)은 기독교 성경 중 신약성경의 로마인들에게 보낸 편지(로마서)의 첫 번째 장이다. 기원후 50년대 중순 코린토스에 있던 당시 사도바울이 쓴 것으로 당시 로마서 16장 22절에서 문안을 한 바 있는 대필자 테르티스(더디오)의 도움을 받았다. 사도행전 20장 3절(Acts 20:3)의 기록에 따르면 바울은 그리스(코린토스로 추정)에 3개월 간 머물렀다.

## 로마서 1장 26-27절
로마서 1장 26~27절은 동성애 등의 성경적 관점에 집중되어 있다.
이에 대해서는 논쟁이 엇갈리는데, 로마서 1장 27절은 남성간의 동성애를 금지했다는게 다수설이나, 일부 설은 진보적으로 해석하여 일부 남성의 동성애만 해당된다고 주장하는 학자도 있다. 이에 대해서 퀴어 신학은 이단적이라는 비판도 있다.
로마서 1장 26절은 여성 간 성행위를 언급했을 수 있는 유일한 성경 구절인데, 어떤 신학자들은 이를 레즈비언을 정죄한 규정으로 보나, 다른 학자들은 로마서 1장 26절은 부자연스러운 이성간 성행위를 금지한 규정이며, 항문성교 등이 그에 해당할 수 있다고 보고 있어 해석이 엇갈리고 있다.

## 같이 보기
- 로마인들에게 보낸 편지
- 마르틴 루터
- 사도 바울로
- 로마

## 참고 문헌
- Hill, Craig C. (2007). 〈64. Romans〉.   Barton, John; Muddiman, John. 《The Oxford Bible Commentary》 fir (paperback)판. Oxford University Press. 1083–1108쪽. ISBN 978-0199277186. 2019년 2월 6일에 확인함.